# Dunkla rum / Över gränsen
Dunkla rum/Över gränsen, är en dubbel-CD-singel med Lars Winnerbäck & Hovet. Releasedatum: 11 juni 2003. 

## CD 1
1. Dunkla rum
2. Lyrisk sång Svensk text: Carsten & Ola Palmaer. Musik: Vladimir Vysotskij.
3. Dansen på Sunnanö Text & musik: Evert Taube.

## CD 2
1. Över gränsen
2. Fredrik Åkares morgonpsalm, Text & musik: Cornelis Vreeswijk.
3. Nå skruva fiolen Text & Musik: Carl Michael Bellman.

## Listplaceringar
| Lista (2004) | Topplacering |
| ------------ | ------------ |
| Sverige      | 14           |